# Abbeville
|  | Per a altres significats, vegeu «Abbeville (desambiguació)». |

Abbeville és un municipi francès, situat al departament del Somme i a la regió dels Alts de França. L'any 1999 tenia 24.567 habitants.

## Geografia

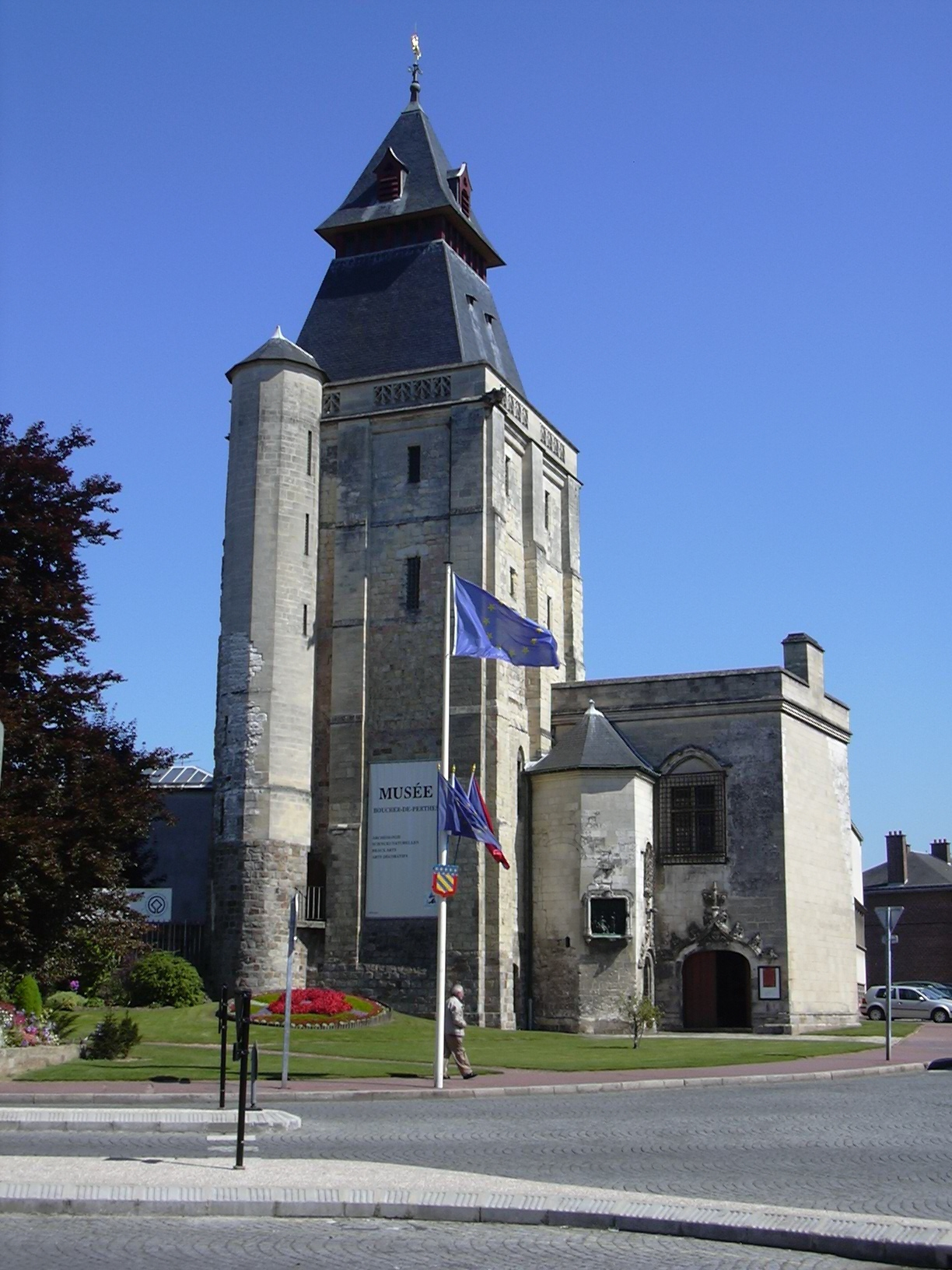
El belfort d'Abbeville

Abbeville, situat a la riba del riu Somme a 45 km més avall d'Amiens, es troba igualment a 10 km a vol d'ocell de la badia de Somme i del Canal de la Mànega. Just a mig camí entre Rouen i Lilla, és la capital històrica del comtat de Ponthieu i dels Alts de França marítima.

## Història
Dona nom a una de les cultures prehistòriques del Paleolític inferior, l'abbevil·lià, una col·lecció de la qual es conserva al museu Boucher-de-Perthes. Sota els romans fou l'Abatis Villa. Fortificada per Carlemany i Hug Capet, fou després capital dels comtes de Ponthieu. Els anglesos la van ocupar a l'edat mitjana i modernament els alemanys dues vegades (1870 i 1940); alliberada pels britànics el 1944.

## Fills il·lustres
- Jean-Jacques Beauvarlet Charpentier (1734-1794), compositor i organista.
- Henri Padé (1863-1953), matemàtic.

## Llocs d'interès
El costat pintoresc del centre-ciutat, amb els carrers vorejats de cases antigues irradiant cap a Saint-Vulfran, no és més que un fantasma des de la Segona Guerra Mundial. Han estat tanmateix preservats després d'algunes restauracions:
- La col·legiata Saint-Vulfran, construïda el 1488, obra mestra de l'art gòtic que dona renom a la ciutat.
- El belfort, un dels més antics de França, construït el 1209.
- El castell de Bagatelle, construït el 1752 per A. Van Robais.
- L'església Saint-Sépulcre, que posseïx les vidrieres realitzades per Alfred Manessier.